# Yepp
Ne doit pas être confondu avec Jeunes du Parti populaire européen.

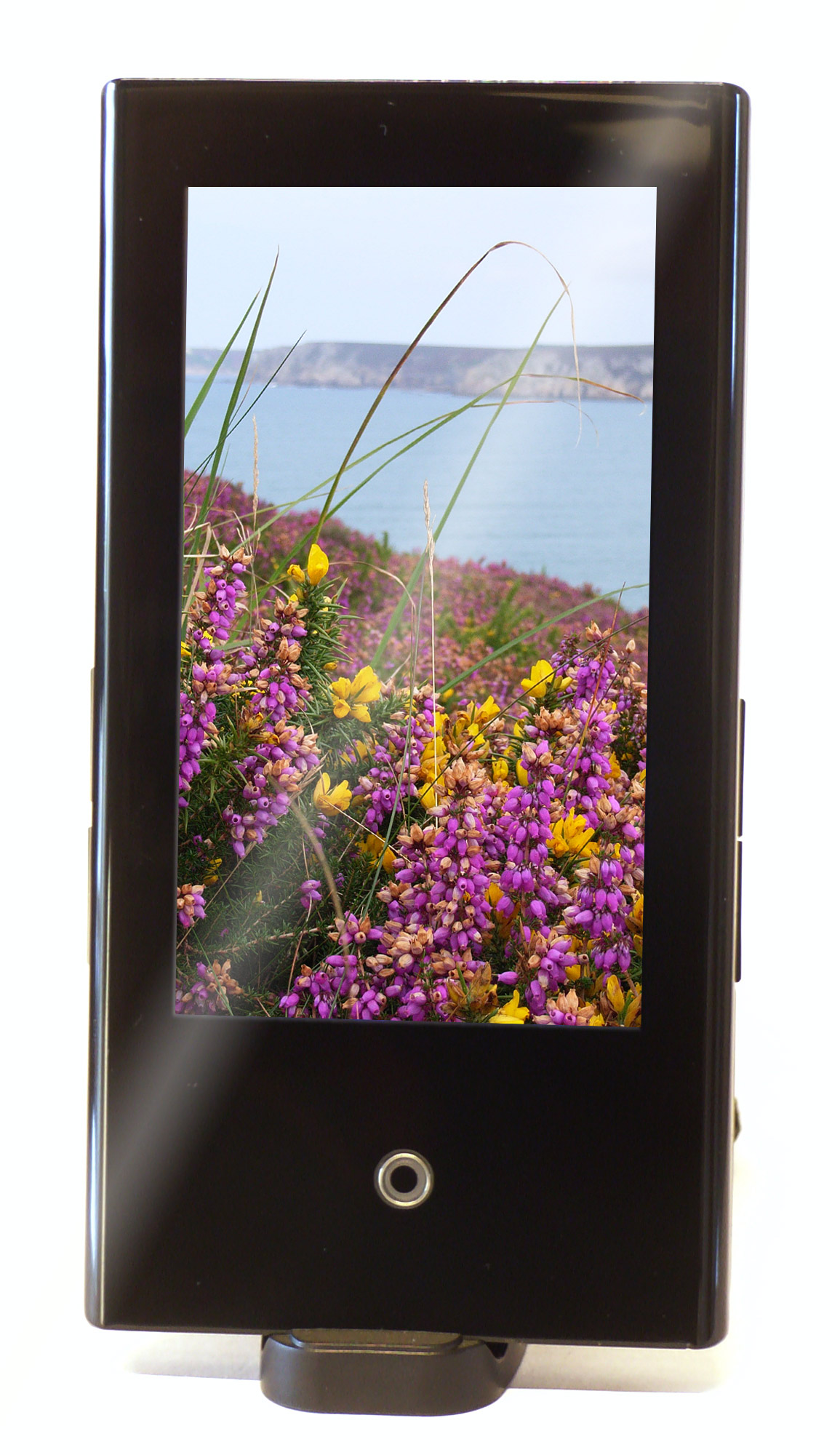
Samsung P2

Yepp est une marque de Samsung Electronics pour des baladeurs numériques. C'est un acronyme pour les mots anglais « young, energetic, passionate, personal ». La marque est créée en 1999.

## Modèles
Voici une liste non exhaustive de ces baladeurs :
- Le YP-S2, en forme de galet, ne possède pas d'écran et pèse 17,2 g. Toute rétroaction du lecteur MP3 provient de la DEL au dos de l'appareil et de bips sonores. Les fichiers audio sont transférés au moyen d'un adaptateur passant d'une prise jack 3,5 mm à un port USB 2.0; apparaissant comme une clef USB lors branché dans un ordinateur[2]. Il sait jouer les musiques aux formats WMA, MP3 et Ogg[3] ;
- Le YP-S3 est de forme rectangulaire et pèse 53 g. Il possède un écran, qui permet notamment d'afficher des vidéos[4] ;

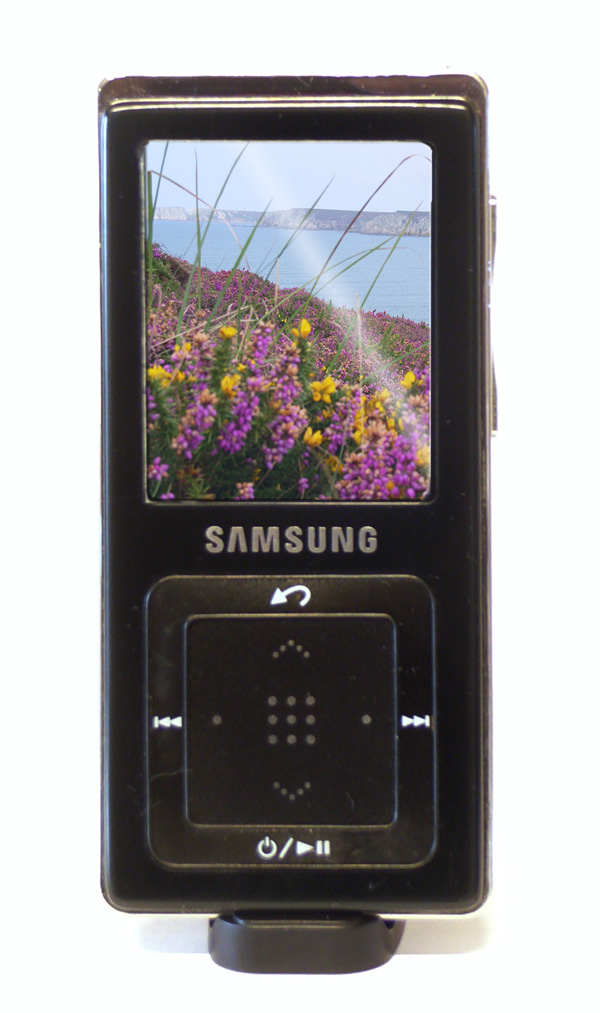
Samsung Z5

- Le YP-S5 est annoncé en août 2007. C'est le successeur du YP-K5. Les capacités disponibles sont 2 Go, 4 Go et 8 Go. Il dispose d'un écran LCD couleur de 1,8 pouce (176 × 220 pixels), d'un pavé sensitif, d'un tuner/enregistreur FM, d'un micro, du Bluetooth 2.0, d'un égaliseur, d'une horloge/alarme et d'un système de haut-parleur externe d’une puissance de 1,5W identique au K5. Il offre une compatibilité MP3, AAC, WMA, MPEG4, JPEG. Les musiques doivent être transférées au moyen d'un câble USB 2.0. Il est compatible MTP, son autonomie est de 24h en audio contre 4h en vidéo et ses dimensions sont de 46,5 × 95,9 × 14,8 pour 79 g[5],[6].

En 2006, Samsung lance une édition limitée YP-W3 : un lecteur MP3 prenant la forme d'une montre à poche et décoré de diamants.